# Плавишко сражение (1903)
 Тази статия е за битката през Илинденско-Преображенското въстание.  За тази през Балканската война вижте Плавишко сражение (1912).  
Плавишкото сражение е битка между чети на Вътрешната македоно-одринска революционна организация и Върховния македоно-одрински комитет с османски войски през Илинденско-Преображенското въстание.
В средата на август 1903 година Скопския революционен окръг остава без действащи въоръжени сили, но в края на месеца от България започват да навлизат нови чети. Владислав Ковачев и Атанас Бабата със 100 души четници дават голямо сражение на аскер от 300 души в планината Плавица.
След това четите се изтеглят обратно в България.